# Gagrellula indigena
Gagrellula indigena is een hooiwagen uit de familie Sclerosomatidae.